# Траск, Ларри
Ро́берт Ло́ренс «Ла́рри» Траск (англ. Robert Lawrence "Larry" Trask; 10 ноября 1944, Нью-Йорк, США — 27 марта 2004) — профессор лингвистики Сассекского университета, признанный специалист по баскскому языку и исторической лингвистике, автор незаконченного при его жизни этимологического словаря баскского языка.
В молодости первоначально изучал химию, однако после кратковременной службы в Корпусе мира у него проснулся интерес к лингвистике. Защитил докторскую диссертацию в Лондонском университете, после чего преподавал в различных университетах Великобритании и в конце концов получил профессорскую должность в Сассекском университете.
Его книга «История баскского языка» (The History of Basque, 1997) является крупным справочным пособием по диахронической лингвистике баскского языка и в целом лучшим учебником по баскскому языку.
Также является автором вводных курсов по общей лингвистике: Language: The basics (1995), Introducing Linguistics (в соавторстве с Биллом Мейблином, 2000), а также ряда терминологических словарей по разным разделам лингвистике.
Умер от бокового амиотрофического склероза.

## Краткий список сочинений
- The History of Basque, 1997
- A dictionary of grammatical terms in linguistics (1993),
- Language: The basics (1995),
- A dictionary of phonetics and phonology (1996),
- A student’s dictionary of language and linguistics (1997),
- Key concepts in language and linguistics (1999),
- Introducing Linguistics (в соавторстве с Биллом Мейблином, 2000),
- The dictionary of historical and comparative linguistics (2000) and
- Language change (1994)
- Historical Linguistics (1996), ISBN 0-340-60758-0
- The Penguin Dictionary of English Grammar (2000), ISBN 0-14-051464-3
- Time Depth in Historical Linguistics (co-editor) (2000), ISBN 1-902937-06-6
- Mind the Gaffe (2001), ISBN 0-14-051476-7
- How to Write Effective Emails (2005), ISBN 0-14-101719-8

### Некрологи
- - The Guardian
  - The Telegraph
  - Linguist List
  - Peace Corps Online
  - University of Sussex Newsletter (includes a photograph)